# Гіллкрест-Гайтс (Меріленд)
Гіллкрест-Гайтс (англ. Hillcrest Heights) — переписна місцевість (CDP) в США, в окрузі Графство принца Георга штату Меріленд. Населення — 15 793 особи (2020).

## Географія
Гіллкрест-Гайтс розташований за координатами 38°50′11″ пн. ш. 76°58′15″ зх. д. / 38.83639° пн. ш. 76.97083° зх. д. (38.836390, -76.970820).  За даними Бюро перепису населення США в 2010 році переписна місцевість мала площу 6,45 км², з яких 6,44 км² — суходіл та 0,01 км² — водойми.

## Демографія
Згідно з переписом 2010 року, у переписній місцевості мешкало 16 469 осіб у 6947 домогосподарствах у складі 4098 родин. Густота населення становила 2553 особи/км².  Було 7462 помешкання (1157/км²).
Расовий склад населення:
| - 92,7 % — чорних або афроамериканців - 2,9 % — білих - 0,4 % — азіатів - 0,3 % — корінних американців - 1,7 % — осіб інших рас |

До двох чи більше рас належало 1,9 %. Частка іспаномовних становила 3,6 % від усіх жителів.
За віковим діапазоном населення розподілялося таким чином: 22,0 % — особи молодші 18 років, 66,1 % — особи у віці 18—64 років, 11,9 % — особи у віці 65 років та старші. Медіана віку мешканця становила 37,3 року. На 100 осіб жіночої статі у переписній місцевості припадало 85,1 чоловіків;  на 100 жінок у віці від 18 років та старших — 80,4 чоловіків також старших 18 років.
Середній дохід на одне домашнє господарство  становив 67 154 долари США (медіана — 56 489), а середній дохід на одну сім'ю — 77 510 доларів (медіана — 63 839). Медіана доходів становила 41 458 доларів для чоловіків та 45 577 доларів для жінок. За межею бідності перебувало 10,8 % осіб, у тому числі 22,9 % дітей у віці до 18 років та 7,4 % осіб у віці 65 років та старших.
Цивільне працевлаштоване населення становило 7848 осіб. Основні галузі зайнятості: освіта, охорона здоров'я та соціальна допомога — 21,9 %, публічна адміністрація — 17,6 %, науковці, спеціалісти, менеджери — 14,1 %.